# Agnieszka Graff
Pour les articles homonymes, voir Graff.
Agnieszka Graff-Osser est une essayiste polonaise, auteure féministe et militante des droits de l'homme née le 2 mars 1970 à Varsovie. Elle enseigne la littérature américaine et les Études de genre à l'Université de Varsovie. Elle est cofondatrice du groupe féministe Porozumienie Kobiet 8 Marca et appartient au collectif de « Krytyka Polityczna ».
Elle étudia à l'Université d'Oxford, au Amherst College et à la Polska Akademia Nauk (académie des sciences).
Dans ses livres, elle analyse les mécanismes de l'exclusion des femmes et des minorités sexuelles de l'espace public. Elle écrit sur l'analogie entre homophobie et antisémitisme, et sur les relations entre le genre sexuel et le nationalisme dans la culture polonaise.

## Biographie
Agnieszka Graff est née le 2 mars 1970 à Varsovie, en Pologne. Elle est la fille de la philosophe Katarzyna Rosner et de Piotr Graff, issu d'une famille juive, et la petite-fille de son frère Kazimierz Graff.

## Livres
- 2001: Świat bez kobiet (Le monde sans femmes)
- 2008: Rykoszetem (Par ricochet)
- 2010: Magma (Magma)